# Résolution d'un triangle
En géométrie, la résolution d'un triangle consiste en la détermination des différents éléments d'un triangle (longueurs des côtés, mesure des angles, aire) à partir de certains autres. Historiquement, la résolution des triangles fut motivée
- en cartographie, pour la mesure des distances par triangulation ;
- en géométrie euclidienne chez les Grecs, pour la résolution de nombreux problèmes de géométrie ;
- en navigation, pour le point, qui utilise des calculs de coordonnées terrestres et astronomiques (trigonométrie sphérique).

Aujourd'hui, la résolution des triangles continue d'être utilisée dans un grand nombre de problèmes faisant intervenir la triangulation (architecture, relevés cadastraux, vision binoculaire) et, plus généralement, la trigonométrie (astronomie, cartographie).
En géométrie euclidienne, la donnée de trois des éléments du triangles, dont au moins un côté, est nécessaire et suffisante à la résolution du triangle, l'un des cas de résolution pouvant admettre deux solutions. En géométrie sphérique ou hyperbolique, la donnée des trois angles est également suffisante. La résolution fait intervenir la trigonométrie, en particulier certaines relations classiques dans le triangle comme le théorème d'Al-Kashi, la loi des sinus, la loi des tangentes, et la somme de ses angles.

## Cas de résolution en géométrie euclidienne
La résolution d'un triangle en géométrie euclidienne utilise un certain nombre de relations entre éléments du triangle. Les plus souvent utilisées sont
- le théorème d'Al-Kashi ;
- la formule de Héron ;
- la loi des sinus ;
- la loi des tangentes ;
- la somme des angles d'un triangle vaut π rad soit 180 °,

bien qu'il soit également possible d'utiliser d'autres relations pour aboutir à une solution.
Ci-dessous sont énumérés les différents cas de figure en fonction des trois éléments connus parmi les trois angles et les trois côtés. Les formules analytiques sont données pour les côtés ou les angles inconnus, ainsi que l'aire S. Elles doivent être adaptées pour une détermination numérique car, prises telles quelles, elles donnent des erreurs importantes pour les triangles « en épingle », c'est-à-dire dont un des côtés est petit par rapport aux autres et les triangles « presque rectangles », c'est-à-dire dont un des angles fait environ 90°.

### Les trois côtés

On considère un triangle dont les trois côtés a, b et c sont connus. Les angles sont déduits à partir du théorème d'Al-Kashi et l'aire (S) à partir de la formule de Héron :
- {\displaystyle \alpha =\arccos \left({\frac {b^{2}+c^{2}-a^{2}}{2bc}}\right)}
- {\displaystyle \beta =\arccos \left({\frac {c^{2}+a^{2}-b^{2}}{2ca}}\right)}
- {\displaystyle \gamma =\arccos \left({\frac {a^{2}+b^{2}-c^{2}}{2ab}}\right)}
- {\displaystyle S={\sqrt {p(p-a)(p-b)(p-c)}},\,{\text{  avec  }}\,p={\frac {a+b+c}{2}}}

Chacun des facteurs dans l'expression de S est positif, d'après l'inégalité triangulaire.

### Un angle et les deux côtés adjacents

On considère un triangle dont l'angle γ est connu, ainsi que les deux côtés adjacents a et b. Le dernier côté s'obtient grâce au théorème d'Al-Kashi, les deux angles manquants par la loi des tangentes et le complément à π, et l'aire par la formule du produit vectoriel :
- {\displaystyle c={\sqrt {a^{2}+b^{2}-2ab\cos \gamma }}}
- {\displaystyle \alpha ={\frac {\pi }{2}}-{\frac {\gamma }{2}}+\arctan \left({\frac {a-b}{a+b}}\cot {\frac {\gamma }{2}}\right)}
- {\displaystyle \beta ={\frac {\pi }{2}}-{\frac {\gamma }{2}}-\arctan \left({\frac {a-b}{a+b}}\cot {\frac {\gamma }{2}}\right)}
- {\displaystyle S={\frac {1}{2}}ab\sin \gamma }

### Un angle, le côté opposé et un côté adjacent

On considère un triangle dont un angle β est connu, ainsi qu'un côté adjacent de cet angle c et le côté opposé b. Le deuxième angle γ s'obtient par la loi des sinus, le dernier angle α par complément à π et le dernier côté par la loi des sinus :
- {\displaystyle \gamma =\arcsin \left({\frac {c\sin \beta }{b}}\right)}
- {\displaystyle \alpha =\pi -\beta -\arcsin \left({\frac {c\sin \beta }{b}}\right)}
- {\displaystyle a={\sqrt {b^{2}-c^{2}\sin ^{2}\beta }}+c\cos \beta }
- {\displaystyle S={\frac {1}{2}}c\left({\sqrt {b^{2}-c^{2}\sin ^{2}\beta }}+c\cos \beta \right)\sin \beta }

Si β est aigu et que b < c, il existe une seconde solution :
- {\displaystyle \gamma =\pi -\arcsin \left({\frac {c\sin \beta }{b}}\right)}
- {\displaystyle \alpha =-\beta +\arcsin \left({\frac {c\sin \beta }{b}}\right)}
- {\displaystyle a=c\cos \beta -{\sqrt {b^{2}-c^{2}\sin ^{2}\beta }}}
- {\displaystyle S={\frac {1}{2}}c\left({\sqrt {b^{2}-c^{2}\sin ^{2}\beta }}-c\cos \beta \right)\sin \beta }

La résolution n'est pas possible pour toutes les valeurs des paramètres. La condition suivante doit être réalisée :
{\displaystyle b>c\sin \beta \,}.

### Deux angles et le côté commun

On considère un triangle dont un côté c et les deux angles α et β qui le bordent sont connus. Le dernier angle s'obtient par complément à π et les deux autres côtés par la loi des sinus :
- {\displaystyle a={\frac {c\sin \alpha }{\sin(\alpha +\beta )}}}
- {\displaystyle b={\frac {c\sin \beta }{\sin(\alpha +\beta )}}}
- {\displaystyle \gamma =\pi -\alpha -\beta \,}
- {\displaystyle S={\frac {1}{2}}c^{2}\,{\frac {\sin \alpha \sin \beta }{\sin(\alpha +\beta )}}}

### Deux angles et un côté non commun
On considère un triangle dont deux angles α et β sont connus, ainsi qu'un côté non commun à ces deux angles a. Le dernier angle s'obtient par complément à π et les deux autres côtés par la loi des sinus :
- {\displaystyle b={\frac {a\sin \beta }{\sin \alpha }}}
- {\displaystyle c={\frac {a\sin(\alpha +\beta )}{\sin \alpha }}}
- {\displaystyle \gamma =\pi -\alpha -\beta \,}
- {\displaystyle S={\frac {1}{2}}a^{2}\,{\frac {\sin(\alpha +\beta )\sin \beta }{\sin \alpha }}}

## Cas de résolution en géométrie sphérique
La résolution d'un triangle en géométrie sphérique (géométrie non euclidienne) est légèrement différente du cas euclidien, car la loi des sinus ne permet pas d'obtenir un côté de manière univoque — uniquement son sinus. De plus, un triangle sphérique dont les trois angles sont connus est soluble, contrairement à un triangle du plan euclidien et la solution est unique.
Les formules utilisées pour résoudre un triangle sphérique sont :
- les généralisations de la loi des cosinus (variantes portant sur les angles et sur les côtés) ;
- le théorème de l'Huilier ;
- les analogies de Napier ;
- la somme des angles d'un triangle vaut π plus l'excès E (=S/R2).

### Les trois côtés
Dans un triangle dont les trois côtés a, b et c sont connus, les angles s'obtiennent par la généralisation du théorème d'Al-Kashi et l'aire par le théorème de l'Huilier :
- {\displaystyle \alpha =\arccos \left({\frac {\cos a-\cos b\cos c}{\sin b\sin c}}\right)},
- {\displaystyle \beta =\arccos \left({\frac {\cos b-\cos c\cos a}{\sin c\sin a}}\right)},
- {\displaystyle \gamma =\arccos \left({\frac {\cos c-\cos a\cos b}{\sin a\sin b}}\right)},
- {\displaystyle E=4\arctan {\sqrt {\tan \left({\frac {p}{2}}\right)\tan \left({\frac {p-a}{2}}\right)\tan \left({\frac {p-b}{2}}\right)\tan \left({\frac {p-c}{2}}\right)}}} où {\displaystyle p={\frac {1}{2}}(a+b+c)}.

### Un angle et les deux côtés adjacents
Dans un triangle où deux côtés a et b et l'angle qu'ils forment γ sont connus, le dernier côté s'obtient par le théorème d'Al-Kashi généralisé et les deux angles restants par les analogies de Napier :
- {\displaystyle c=\arccos \left(\cos a\cos b+\sin a\sin b\cos \gamma \right)},
- {\displaystyle \alpha =\arctan \left\{{\frac {2\sin a}{\tan(\gamma /2)\sin(b+a)+\cot(\gamma /2)\sin(b-a)}}\right\}},
- {\displaystyle \beta =\arctan \left\{{\frac {2\sin b}{\tan(\gamma /2)\sin(a+b)+\cot(\gamma /2)\sin(a-b)}}\right\}},
- {\displaystyle E=\gamma +2\arctan \left\{\cot \left({\frac {\gamma }{2}}\right){\frac {\cos \left({\frac {1}{2}}(a-b)\right)}{\cos \left({\frac {1}{2}}(a+b)\right)}}\right\}-\pi }.

### Un angle, le côté opposé et un côté adjacent
On considère un triangle dont un angle β, un côté adjacent c et le côté opposé b sont connus. L'angle γ s'obtient par la loi des sinus et les éléments restants par les analogies de Napier.
Il n'y a de solution que si
{\displaystyle b>\arcsin(\sin c\,\sin \beta )\,}.
Alors
- {\displaystyle \gamma =\arcsin \left({\frac {\sin c\,\sin \beta }{\sin b}}\right)},
- {\displaystyle a=2\arctan \left\{\tan \left({\frac {1}{2}}(b-c)\right){\frac {\sin \left({\frac {1}{2}}(\beta +\gamma )\right)}{\sin \left({\frac {1}{2}}(\beta -\gamma )\right)}}\right\}},
- {\displaystyle \alpha =2\operatorname {arccot} \left\{\tan \left({\frac {1}{2}}(\beta -\gamma )\right){\frac {\sin \left({\frac {1}{2}}(b+c)\right)}{\sin \left({\frac {1}{2}}(b-c)\right)}}\right\}}.
- {\displaystyle E=\alpha +\beta +\gamma -\pi \,}

Une autre solution existe lorsque b > c et que γ est aigu :
- {\displaystyle \gamma =\pi -\arcsin \left({\frac {\sin c\,\sin \beta }{\sin b}}\right)}, etc.

### Deux angles et le côté commun
Dans un triangle où deux angles α et β sont connus, ainsi que le côté commun à ces angles c, le dernier angle s'obtient par la formule d'al-Kashi et les deux derniers côtés par les analogies de Napier. Les formules pour l'angle manquant et les côtés ressemblent à celles du cas de résolution complémentaire (un angle et les deux côtés adjacents connus) :
- {\displaystyle \gamma =\arccos(\sin \alpha \sin \beta \cos c-\cos \alpha \cos \beta )\,},
- {\displaystyle a=\arctan \left\{{\frac {2\sin \alpha }{\cot(c/2)\sin(\beta +\alpha )+\tan(c/2)\sin(\beta -\alpha )}}\right\}},
- {\displaystyle b=\arctan \left\{{\frac {2\sin \beta }{\cot(c/2)\sin(\alpha +\beta )+\tan(c/2)\sin(\alpha -\beta )}}\right\}},
- {\displaystyle E=\alpha +\beta +\arccos(\sin \alpha \sin \beta \cos c-\cos \alpha \cos \beta )-\pi \,}.

### Deux angles et un côté non commun
On considère un triangle dans lequel deux angles α et β sont connus, ainsi qu'un côté opposé à l'un de ces angles a. Le côté b se trouve par la loi des sinus et les éléments restants par les analogies de Napier. On notera la similitude entre les équations ci-dessous et le cas de résolution complémentaire (un angle, le côté opposé et un côté adjacent) :
- {\displaystyle b=\arcsin \left({\frac {\sin a\,\sin \beta }{\sin \alpha }}\right)},
- {\displaystyle c=2\arctan \left\{\tan \left({\frac {1}{2}}(a-b)\right){\frac {\sin \left({\frac {1}{2}}(\alpha +\beta )\right)}{\sin \left({\frac {1}{2}}(\alpha -\beta )\right)}}\right\}},
- {\displaystyle \gamma =2\operatorname {arccot} \left\{\tan \left({\frac {1}{2}}(\alpha -\beta )\right){\frac {\sin \left({\frac {1}{2}}(a+b)\right)}{\sin \left({\frac {1}{2}}(a-b)\right)}}\right\}},
- {\displaystyle E=\alpha +\beta +\gamma -\pi \,}.

Si a est aigu et que α > β, il existe une autre solution :
- {\displaystyle b=\pi -\arcsin \left({\frac {\sin a\,\sin \beta }{\sin \alpha }}\right)}, etc.

### Les trois angles
Dans le cas où les trois angles sont connus, les côtés s'obtiennent par une variante du théorème d'Al-Kashi pour les angles. Les formules donnant les côtés sont semblables à celles du cas de résolution complémentaire (les trois côtés connus) :
- {\displaystyle a=\arccos \left({\frac {\cos \alpha +\cos \beta \cos \gamma }{\sin \beta \sin \gamma }}\right)},
- {\displaystyle b=\arccos \left({\frac {\cos \beta +\cos \gamma \cos \alpha }{\sin \gamma \sin \alpha }}\right)},
- {\displaystyle c=\arccos \left({\frac {\cos \gamma +\cos \alpha \cos \beta }{\sin \alpha \sin \beta }}\right)}.
- {\displaystyle E=\alpha +\beta +\gamma -\pi \,}

## Exemples d'application

### Triangulation

Fig. 1 — Détermination de la distance d'un navire par triangulation

La figure 1 ci-contre indique une méthode de détermination de la distance d'un bateau par triangulation : de deux points dont on connaît la distance l, on mesure sa direction, que ce soit l'azimut à l'aide d'une boussole, ou les angles α et β avec la ligne joignant les deux points. Les mesures effectuées, il est possible d'en déduire la distance graphiquement en reportant les éléments connus sur un graphique avec une échelle idoine. Une formule analytique peut être par ailleurs trouvée en résolvant le triangle dont on connaît deux angles et le côté commun :
{\displaystyle d={\frac {\sin \alpha \,\sin \beta }{\sin(\alpha +\beta )}}\,l={\frac {\tan \alpha \,\tan \beta }{\tan \alpha +\tan \beta }}\,l}.
Une variante est utilisée en navigation côtière : les angles sont estimés grâce aux azimuts des amers (points de référence sur terre) vus depuis le navire.

Fig. 2 — Détermination de la hauteur d'une montagne par triangulation

Une autre possibilité est la mesure de la hauteur h d'une colline ou d'une montagne depuis une vallée en mesurant sa hauteur angulaire α et β en deux points de distance connue l. La figure 2 ci-contre donne un cas simplifié dans lequel les points de mesure et la projection du sommet sur le sol sont alignés. La hauteur de la montagne peut être déterminée graphiquement ou bien analytiquement par résolution du triangle (même cas que précédemment) :
{\displaystyle h={\frac {\sin \alpha \,\sin \beta }{\sin(\beta -\alpha )}}\,l={\frac {\tan \alpha \,\tan \beta }{\tan \beta -\tan \alpha }}\,l}.
Dans la pratique la méthode de résolution se heurte à quelques difficultés : le terrain n'est pas forcément plat, ce qui nécessite une estimation de la pente entre les deux points ; le sommet réel n'est pas forcément observable depuis la plaine et le point le plus haut tel qu'observé varie de position entre les deux points d'observation par effet de tangence ; les différents éléments du relief doivent être triangulés de proche en proche à partir des côtes ce qui accumule les erreurs de mesure. Ainsi, la cartographie par satellite a modifié de plusieurs mètres les valeurs traditionnelles estimées de certains sommets.[réf. nécessaire] Malgré ces difficultés, au XIXe siècle, Friedrich Georg Wilhelm von Struve a fait construire l'arc géodésique de Struve, une chaîne de repères géodésiques traversant l'Europe sur 2 800 km de la Norvège à la Mer Noire et dont le but était de mesurer la taille et la forme de la terre : en 1853, le scientifique obtient une mesure d'un arc de méridien terrestre à 188 m près (2×10-5) et de l'aplatissement de la terre à 1 % près.

### Distance entre deux points du globe
On considère deux points du globe A et B de latitudes respectives λA et λB, et de longitudes LA et LB. Pour déterminer leur distance on considère le triangle ABC, où C est le pôle nord. Dans ce triangle sont connus :
- {\displaystyle a=90^{\circ }-\lambda _{\mathrm {B} }\,}
- {\displaystyle b=90^{\circ }-\lambda _{\mathrm {A} }\,}
- {\displaystyle \gamma =L_{\mathrm {A} }-L_{\mathrm {B} }\,}

La résolution du triangle dans le cas où un angle et les deux côtés adjacents sont connus permet de conclure que
{\displaystyle \mathrm {AB} =R\arccos \left\{\sin \lambda _{\mathrm {A} }\,\sin \lambda _{\mathrm {B} }+\cos \lambda _{\mathrm {A} }\,\cos \lambda _{\mathrm {B} }\,\cos \left(L_{\mathrm {A} }-L_{\mathrm {B} }\right)\right\}},
où R est le rayon de la Terre. Les coordonnées doivent être converties en radians pour une application numérique, à moins que la calculatrice accepte les degrés dans les fonctions trigonométriques.